# 雷曼兄弟迷你債券事件
雷曼兄弟事件，是一件因為2008年9月15日雷曼兄弟破產，令其發行的信貸掛鈎票據（香港稱為迷你債券，台灣稱為連動債）價值暴跌，因而在台灣、香港等地引致投資者不滿的事件。在香港，雷曼兄弟担保的迷你债券总价值约127亿港元。

## 背景
迷你債券不是債券，是以信貸違約掉期（CDS）为标的金融衍生工具，即是高風險金融投資產品。有些國家禁止售賣CDS予非專業投資者。不過，在亞洲不少地區，不少銀行都有代售。而且銀行為了豐厚佣金，不惜推銷給退休人士、相熟的街坊等。他們大都不會詳閱銷售條文，以為迷你債券和普通債券均屬保本，為低風險投資。結果雷曼兄弟破產，其迷你債券價值大跌，問題才逐漸湧現。

### 发行
自2002-2003年，雷曼兄弟首先在香港面向非机构投资者（也称零售客户）发行迷你債券。作为发起者（Sponser），雷曼兄弟公司负责产品的设计，并向评级机构请求对迷你債券中作为担保的资产（也就是通常说的CDO部分）进行信用评级。由于雷曼兄弟公司并非商业银行，没有面向非机构投资者的销售平台，所以雷曼兄弟公司与不少銀行都有合作关系，由银行进行产品的介绍、推广，并通过零售网络销售给客户。作为回报，雷曼兄弟公司按销售量向银行支付佣金。发行销售后，银行作为托管机构仍然参与运作，但理论上不承担市场风险。
在没有信用事件发生的情况下，雷曼兄弟公司支付迷你債券的息票。迷你債券的息票率通常是固定的，并高于银行同期存款利率。从简单的投资回报上来说，迷你債券在当时有一定的吸引力，所以雷曼兄弟每隔数月就会发行新一期的迷你債券，其结构大致上相同，仅息票率根据市场行情有所变化。最初的发行集中在香港，之后扩展至新加坡和台湾，甚至计划在日本发行。

### 结构
每一期的迷你債券一般都会同时以美元和本地货币（如港币）发行，期限一般是3，5或7年，支付固定息票。对于投资者来说，其面临的主要是債券的资产的信用风险。首先，迷你債券与几家知名公司（银行）的信用相关联，一旦其中之一发生债务违约事件，迷你債券也将終止偿付。其次，迷你債券的本金会用于购买合成債務擔保證券（CDO Notes）作为担保资产，通常这个资产会得到信用评级公司的最优的评级（AAA或是AA+），在没有CDO违约情况下在到期时支付本金，但若是违约发生，迷你債券也将終止偿付。最后，担保资产本身可能是合成构成的，即通过CDO的信用掉期与一个低风险的票据组合构成。一旦这个低风险的票据发生违约事件，即使CDO仍然良好，迷你債券也将終止偿付。在所有三种終止偿付情况下，投资者能肯定会损失大部分的本金，其可能收回的部分取决于雷曼兄弟公司通过将担保的资产变现后所能得到的价值。
从结构上说，迷你債券是一种以信用衍生品为标的的结构化投资产品。其复杂程度之高，主要在于其连接的信用风险的复杂设计，即使对于专业人士，也需要较长的时间才能完全理解。比较简单的理解是，如果投资者对于其连接的知名公司与最优评级的合成債務擔保證券有信心，认为不会发生信用违约事件，并愿意将产品持有到期，则投资就能收到预期的收益。事实上，至少在雷曼兄弟破产之前，所有这些连接的违约事件都没有发生。

### 迷你債券是否与雷曼兄弟的信用相关联
迷你債券所关联的信用风险是属于叠加型的，即在任何一个标的信用实体发生违约事件时，迷你債券的违约事件也将被触发。要注意的是，这不同于债券担保的信用关联形式（这在一般的债券中更为常见）：有担保的债券的违约仅在发行者与担保者同时违约时才被触发，其信用风险显然小于叠加型的债券。
对于很大一部分迷你債券来说，雷曼兄弟甚至不是其所关联的标的信用实体之一。其债券发行人是离岸注册的特殊目的公司（SPV），所以从理论上说，雷曼兄弟的破产事件本身并不触发这一部分迷你債券的违约偿付。但由于雷曼兄弟是发行人的实际运作者，并且是产品中的互换合约的对手方，其破产不可避免的对迷你債券的利息支付和本金偿付带来影响，而这种未能偿付又是信用事件定义中的一种。所以对于迷你債券，其与雷曼兄弟的信用关联是最为特殊的一种，而其所能得到的偿付也是不同于其他信用事件触发的违约偿付。

## 雷曼兄弟破产后的发展
2007年开始的次贷危机，影响到几乎所有的金融机构。到2008年夏，雷曼兄弟公司也陷入危机，并于9月15日（香港时间为16日）申请破产保护。在香港，迷你債券的偿付问题顿时成了人们（尤其是迷你債券持有者）关注的焦点。

### 香港

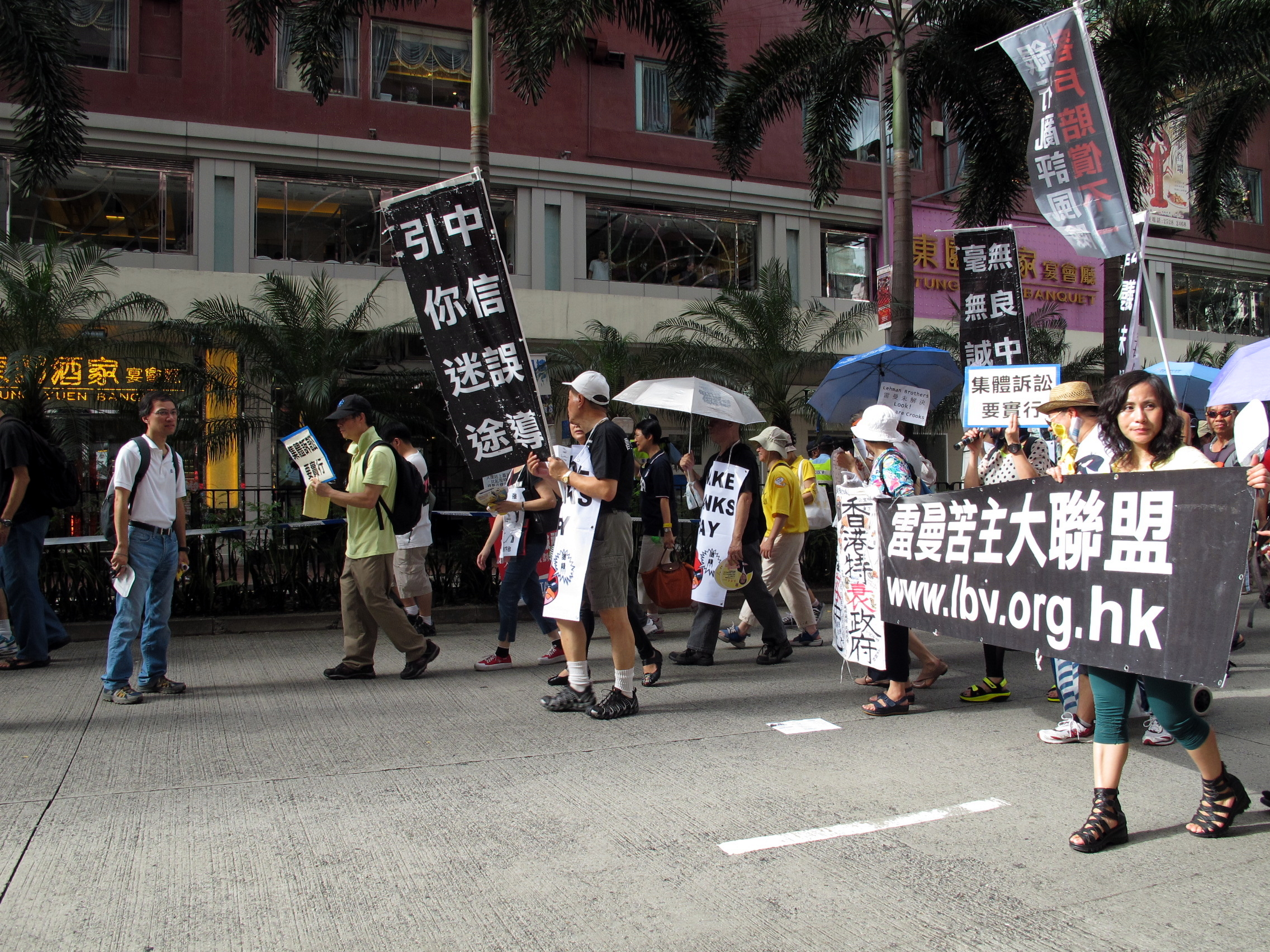
2012年，香港雷曼苦主參加七一大遊行

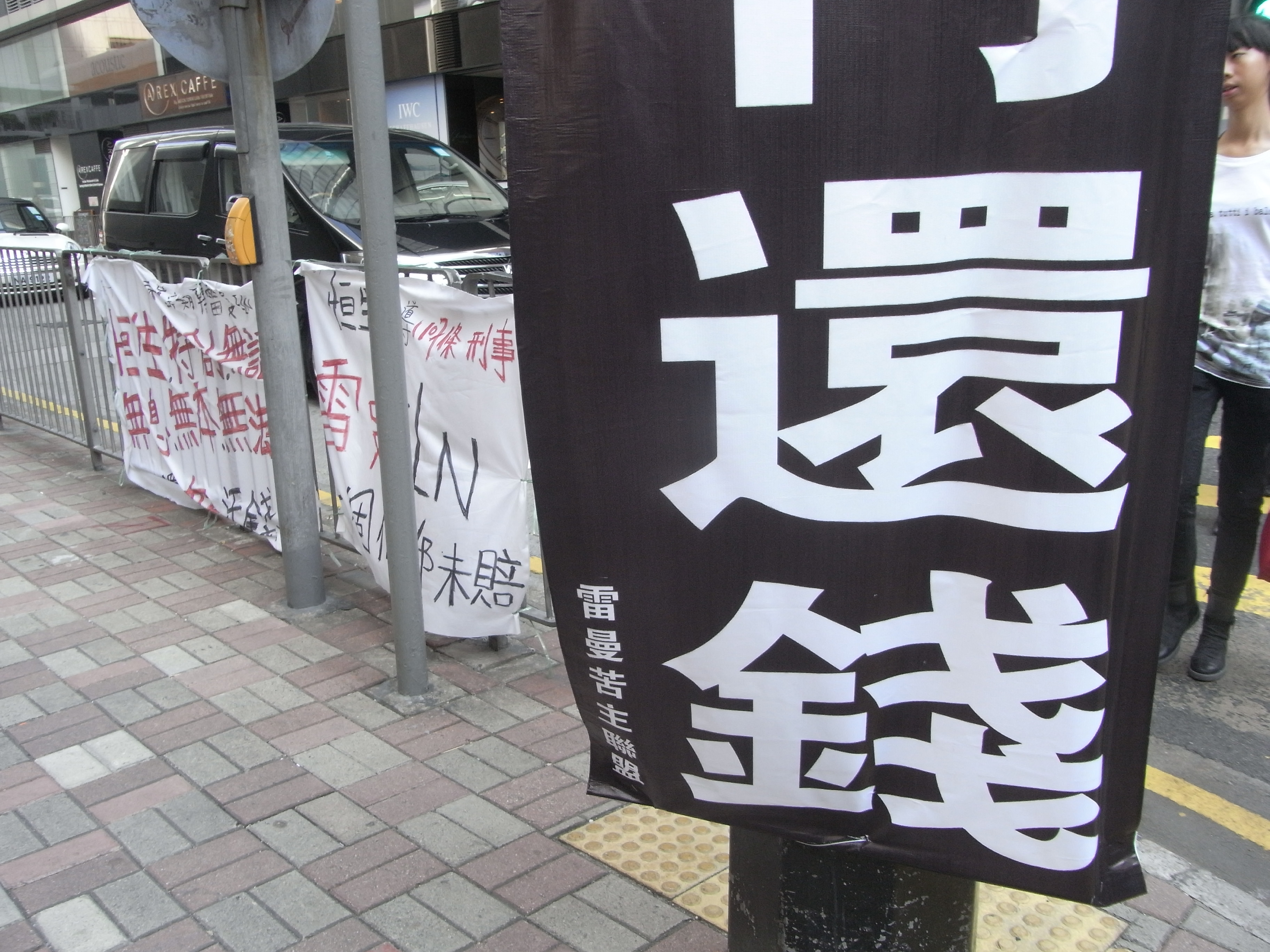
香港雷曼苦主

香港是迷你債券发行量最大、涉及面最广的地区。大部分的迷你債券投资者将其认为是收益较高的存款替代产品，从而无法接受其本金可能无法收回的结果。由于投资者直接接触的是进行零售的银行，在购买过程中甚至没有注意到其与雷曼兄弟公司的关系，使得他们对于银行的不满急剧上升，最主要的申诉集中在银行的不合理的销售手段。

#### 抗議示威
2008年10月22日，香港立法會通過無約束力的動議，譴責香港特區政府在此事件中監管不力。期間，泛民主派促請立法會引用特權法成立委員會調查事件，結果民建聯及工聯會一致投反對票否決，及後議案再被提請，金融界立法會議員兼東亞銀行主席李國寶去信要求各議員不要引用特權法調查銀行，最後，立法會高票通過引用特權法成立委員會調查事件。

#### 政府回應
有立法會議員認為「迷你債券」這個名稱有誤導之嫌，香港證監會行政總監韋奕禮回應謂迷你債券「只是品牌名字」，它們屬於債權證。

#### 建議解決方案
- 政府當局要求銀行退回本金6成
- 銀行考慮聘請核數師核算之後退還結餘額
- 迷債苦主指出銀行是以不正當手法引誘（英语：Misrepresentation）客戶入局，所以要求100%退回本金
- 在有香港金融管理局、證監會的干預之下，銷售雷曼迷債的銀行，與大多數購買迷債的投資者達成了和解協議，大多數購買迷債的投資者獲得了相當本金85%的賠償，但仍有投資者不接受和解。

#### 雷曼迷債小組委員會
- 香港立法會在2008年9月引用《權力及特權法》，成立雷曼迷債事件小組委員會，對雷曼事件進行調查
- 委員會於2012年6月發表調查報告，對香港金融管理局當時的總裁任志剛予以「譴責」，對證監會當時的主席韋奕禮「極度失望」，又對財政司司長曾俊華和財經事務及庫務局局長陳家強表示「失望」
- 委員會副主席黃宜弘、成員林健鋒、石禮謙，因不同意「譴責」任志剛，而拒絕在報告書上簽署，並另行發表小眾報告

## 迷你債券的赎回与偿付
对于迷你债券的偿付是否需要等到雷曼兄弟破产清算的完成，目前还没有定论。其焦点集中雷曼兄弟在破产后是否拥有对于其与特殊目的公司的互换合约的索偿权，这将极大的影响到特殊目的公司对其债务（如迷你债券）的偿付时间及金额。由于雷曼兄弟的破产保护涉及多个不同国家，从而产生由不同国家的破产法庭对此问题的不同解释，分为欧方观点和美方观点：欧方观点认为，根据互换合约的法律条文，雷曼兄弟公司对于其与特殊目的公司的互换合约的索偿权的优先级别是低于其他的债券人的，雷曼兄弟仅可索取特殊目的公司对其它债务偿还后所剩余的资产（这在大多数情况下等同于没有索偿权）；美方观点认为，互换合约中对于的优先级别的条文，并不对破产后的公司生效，雷曼兄弟公司对这些互换合约仍有索偿权。无疑，欧方观点下迷你债券投资者将有机会得到较多较快的偿付（尽管以及耗时长久），而美方观点则对迷你债券投资者的偿付非常不利。

## 外部參考
- 於2008年10月13日，金管局任志剛及各大香港銀行高層在香港立法會的陳述和解釋
- 明報財經: 新鴻基迷你債券利息多過定期存款 （页面存档备份，存于）
- 雷曼香港迷你债券[] - 和讯百科 （页面存档备份，存于）